# Didier Le Bornec
Didier Le Bornec, né le 18 septembre 1959 à Mantes-la-Jolie, est un scénariste et dessinateur de bande dessinée français.

## Biographie
D'abord dessinateur de presse, Didier Le Bornec exerce comme assistant animateur du dessin animé Astérix et le Coup du menhir (Gaumont International).
Il travaille ensuite pour Édi-Monde (futur Disney Hachette Presse - devenu Unique Heritage Entertainment) en tant que scénariste, traducteur, et journaliste. Ses collaborations concernent : P'tit Loup (1989 - 2002), Disney Club Vacances, Super Picsou géant, Mickey Parade géant et Le Journal de Mickey (parution de sa première BD dans Le Journal de Mickey du 26 août 1986 : Sire Dingauvin, chevalier errant). Didier Le Bornec est le créateur du personnage Michel Souris, dont la première apparition a lieu dans Le Journal de Mickey n°2490 du 8 mars 2000. Il a également adapté des histoires sous le pseudonyme de Didier Barons.

## Œuvres

### Bandes dessinées et albums Disney
Scénarios originaux
- Animaux en périls, scénario dans la série Disney club, Disney Hachette Édition, 1992  (ISBN 9 782230 000357)
- Les Rangers du risque, la flûte magique, scénario, Disney Hachette Édition, 1992  (ISBN 9 782230 000388)
- La nuit des clones, album de 44 pages publié dans le Journal de Mickey n° 2392, dessin Angel Rodriguez, 1998

Scénarios/adaptations
- Les Aristochats, adaptation et scénario, dessin Mario Cortès, Club Dargaud série Walt Disney, 1994  (ISBN 2-908803-25-9). A reçu l'Alph-Art lecteurs, Angoulême 1995
- Mickey et son navire, adaptation et scénario, Disney Hachette Édition, 1994  (ISBN 2-23-000372-0)
- Les 101 Dalmatiens, adaptation et scénario, Club Dargaud série Walt Disney, dessin Bernardo Studio Comicup, 1995  (ISBN 2-908803-30-5)
- Peter Pan, adaptation et scénario, Club Dargaud série Walt Disney, dessin Mario Cortès, 1996  (ISBN 2-908803-38-0)
- Toy Story, textes et découpage, Disney Hachette Édition, 1996  (ISBN 2-23000552-9)
- Aladdin et le Roi des voleurs, BD adaptation et scénario, sous le pseudonyme de Didier Barons, Club Dargaud série Walt Disney, dessin Carmen Perez, 1997  (ISBN 2-908803-40-2)
- Les Aventures de Winnie l'ourson, adaptation et scénario, sous le pseudonyme de Didier Barons, Club Dargaud série Walt Disney, dessin Daniel Perez, 1998  (ISBN 2-908803-47-X)
- Merlin l'Enchanteur, adaptation et scénario, Dargaud, dessin Sara Storino, Andrea Nicolucci, Tony Fernandez, 2001  (ISBN 2-908803-59-3)

Traductions
- Toy Story, Disney Hachette Édition, 1996,  (ISBN 2-23000553-7)

### Œuvres personnelles
- Dès patron-minet, album BD, scénario et dessin, Éditions de Quat'sous, Amiens, 1986[2] - sous les noms de Didier et de Sterne[3].
- Porcelaine, pré-publié en été 2010 dans Le Courrier vendéen[4].
- Les Choses de la vie, e-album de bandes photographiées, 2014[5] - Nouvel album -  (ISBN 978-2-9541009-0-6).
- Commissaire San Pellegrino, série BD avec le dessinateur André Bibeur Lu[6],[7].

Illustration
- Garde à vous ! de Gabriel Veillard, Éditions Le goût de l’être, Thierry Maricourt : illustrations, 1986  (ISBN 2-906148-01-6)